# رضا عقیلی
استاد رضا عقیلی (درگذشتهٔ ۱۸ مرداد ۱۳۹۸) فیلم‌نامه‌نویس، دستیار کارگردان، کارگردان و بازیگر فیلم اهل ایران بود.

## زندگی‌نامه
رضا عقیلی، فارغ‌التحصیل از دانشکده هنرهای دراماتیک و برادر مرتضی عقیلی بازیگر و کارگردان ایرانی بود. و همچنین پدر اشکان عقیلی مجری سابق صدا و سیما

## فیلمشناسی

### کارگردان
1. خاکستر عشق (۱۳۵۷) نمایش داده نشد[۱]
2. خداحافظ کوچولو (۱۳۵۴)

### دستیار کارگردان
1. فراشباشی (۱۳۵۴)
2. آقای جاهل (۱۳۵۲)
3. شورش (۱۳۵۲)
4. تنها مرد محله (۱۳۵۱)

### نویسنده
1. به دادم برس رفیق (۱۳۵۷)
2. خداحافظ کوچولو (۱۳۵۴)
3. آقا مهدی وارد می‌شود (۱۳۵۳)
4. جوجه فکلی (۱۳۵۳)
5. دروغگوی کوچولو (۱۳۵۳)
6. ناجورها (۱۳۵۳)
7. نبرد عقاب‌ها (۱۳۵۳)
8. غول (۱۳۵۲)
9. مغربی (۱۳۵۲)
10. تنها مرد محله (۱۳۵۱)